# Gonzalo Moliner Tamborero
Gonzalo Moliner Tamborero (La Font de la Reina, 20 de juliol de 1944) és un magistrat valencià, President del Consell General del Poder Judicial i del Tribunal Suprem d'Espanya entre 2012 i 2013.

## Biografia
Gonzalo Moliner va estudiar Dret a la Universitat de València on va llicenciar-se el 1970. Posteriorment, des de la dècada dels 80, va dedicar-se a la docència universitària de Dret Penal, Processal, Laboral i Sindical tant a la seva Alma Mater com a la UNED i CEU-Cardenal Herrera. També va ser cofundador de l'associació Jutges per a la Democràcia i membre de Justícia Democràtica.
Després de passar pels jutjats de Mataró, Alzira i València, el 1990 va començar la seva carrera com a magistrat. Va passar 8 anys a la Sala Social del Tribunal Superior de Justícia de la Comunitat Valenciana abans de ser traslladat a la Sala Social del Tribunal Suprem. 10 anys després, el 2008, va ocupar la presidència d'aquella Sala fins que, al juliol de 2012, va ser nomenat President del Tribunal i del Consell General del Poder Judicial arran la dimissió de Carlos Dívar. L'11 de desembre de l'any següent fou substituït per Carlos Lesmes Serrano.
Moliner en abril de 2013 defensà els escarnis realitzats per la Plataforma d'Afectats per la Hipoteca com a exemple de llibertat de manifestació mentre no fossin violents.

## Obres
- El recurso laboral de suplicación (1991)
- Los recursos en el proceso laboral de ejecución (1996)
- Recurso laboral para la unificación de la doctrina (2003).[7]